# National Women’s Soccer League 2014
Die National Women’s Soccer League 2014 ist die zweite Saison der US-amerikanischen Frauenfußballliga National Women’s Soccer League. Die reguläre Saison begann am 13. April und endete am 20. August 2014 mit dem Nachholspiel Sky Blue FC gegen Houston Dash. Daran schloss sich ein Play-off mit den vier besten Teams der Saison an, welche in zwei Halbfinals sowie einem Finale die NWSL-Meisterschaft ausspielten. Titelverteidiger war der Portland Thorns FC, die reguläre Saison 2013 hatte das Franchise der Western New York Flash als Erstplatzierter abschließen können.
Die finanzielle Unterstützung der Liga durch den mexikanischen Fußballverband wie in der Saison 2013 war zunächst unsicher. Begründet wurde dies damit, dass sich nur vergleichsweise wenige der vom Verband abgestellten Spielerinnen in ihren jeweiligen Mannschaften hatten durchsetzen können.
Erstplatzierter nach der regulären Saison wurde der Seattle Reign FC. Der Vorjahresmeister Portland konnte sich als Drittplatzierter zwar für die Play-offs qualifizieren, schied jedoch im Halbfinale gegen den FC Kansas City aus. Dieser konnte sich im Finale gegen Seattle mit 2:1 durchsetzen und damit erstmals den Titel sichern.

## Teilnehmende Franchises
An der Saison 2014 nahmen die gleichen acht Franchises teil wie im Jahr zuvor, hinzu kamen die neugegründeten Houston Dash als erste Erweiterung des NWSL-Teilnehmerfeldes. Eine ursprünglich angedachte größere Erweiterung des Teilnehmerfeldes war zunächst verworfen worden, im Dezember 2013 wurde jedoch die Aufnahme der Dash bekanntgegeben. Der Sky Blue FC stand vor Saisonbeginn in Gesprächen mit der Männermannschaft der New York Red Bulls zwecks einer Zusammenarbeit in verschiedenen Bereichen, darunter die Nutzung der Red Bull Arena als Heimspielstätte. Die Eigentümer des Sky Blue FC lehnten jedoch ein bereits ausgehandeltes Konzept zur Kooperation schlussendlich ab.

### Franchises und Spielstätten
Die Boston Breakers zogen zur Saison 2014 vom Dilboy Stadium in Somerville ins deutlich größere und zentraler gelegene Harvard Stadium um, gleichzeitig wechselte der FC Kansas City ins kleinere, jedoch mit einem reinen Fußballfeld ausgestattete Stanley H. Durwood Stadium.
| Franchise              | Ort                             | Stadion                                   | Kapazität |
| ---------------------- | ------------------------------- | ----------------------------------------- | --------- |
| Boston Breakers        | Somerville, Massachusetts       | Harvard Stadium                           | 30.323    |
| Chicago Red Stars      | Lisle, Illinois                 | Sports Complex at Benedictine University  | 3.000     |
| Houston Dash           | Houston, Texas                  | BBVA Compass Stadium                      | 7.000     |
| FC Kansas City         | Kansas City, Kansas             | Verizon Wireless Field at Durwood Stadium | 3.200     |
| Portland Thorns FC     | Portland, Oregon                | Providence Park                           | 20.438    |
| Seattle Reign FC       | Seattle, Washington             | Memorial Stadium                          | 6.000     |
| Sky Blue FC            | Piscataway Township, New Jersey | Yurcak Field                              | 5.000     |
| Washington Spirit      | Washington, D.C.                | Maryland SoccerPlex                       | 5.126     |
| Western New York Flash | Elma, New York                  | Sahlen’s Stadium                          | 13.768    |

| Breakers |

| Red Stars |

| Dash |

| Kansas City |

| Thorns |

| Reign |

| Sky Blue |

| Spirit |

| Flash |

| Breakers |

| Red Stars |

| Dash |

| Kansas City |

| Thorns |

| Reign |

| Sky Blue |

| Spirit |

| Flash |

### Spielerinnen
Vor der Saison erfolgte bei der sogenannten Player Allocation die Zuweisung von insgesamt 50 Nationalspielerinnen der Vereinigten Staaten, Kanadas und Mexikos an die neun teilnehmenden Franchises:
→ National Women’s Soccer League 2014/Player Allocation
Daran schloss sich eine sogenannte Draft-Runde an, in der das neue Franchise der Houston Dash insgesamt bis zu zehn Spielerinnen der anderen Franchises wählen durfte:
→ National Women’s Soccer League 2014/Expansion-Draft
Es folgte eine zweite Draft-Runde, in der die Teams College-Spielerinnen unter Vertrag nehmen konnten:
→ National Women’s Soccer League 2014/College-Draft

## Modus
In der regulären Saison absolvierte jedes Team insgesamt 24 Spiele, davon je zwölf Heim- und Auswärtsspiele. Jedes Team spielte je drei Spiele gegen die acht anderen Teams; gegen vier Teams wurden je zwei Heimspiele und ein Auswärtsspiel absolviert, gegen die vier anderen Teams je ein Heimspiel und zwei Auswärtsspiele.
Die vier am Ende der Saison bestplatzierten Teams qualifizierten sich für die Play-offs. Die Halbfinalspiele, in denen der Erst- auf den Viertplatzierten und der Zweit- auf den Drittplatzierten trafen, fanden am 23./24. August statt. Die beiden Sieger begegneten sich im Finale, welches am 30. August ausgetragen wurde.

## Statistiken

### Tabelle
| Pl. | Verein                 | Sp. | S  | U | N  | Tore    | Diff. | Punkte |
| --- | ---------------------- | --- | -- | - | -- | ------- | ----- | ------ |
| 1.  | Seattle Reign FC       | 24  | 16 | 6 | 2  | 050:200 | +30   | 54     |
| 2.  | FC Kansas City         | 24  | 12 | 5 | 7  | 039:320 | +7    | 41     |
| 3.  | Portland Thorns FC     | 24  | 10 | 6 | 8  | 039:350 | +4    | 36     |
| 4.  | Washington Spirit      | 24  | 10 | 5 | 9  | 036:430 | −7    | 35     |
| 5.  | Chicago Red Stars      | 24  | 9  | 8 | 7  | 032:260 | +6    | 35     |
| 6.  | Sky Blue FC            | 24  | 9  | 7 | 8  | 030:370 | −7    | 34     |
| 7.  | Western New York Flash | 24  | 8  | 4 | 12 | 042:380 | +4    | 28     |
| 8.  | Boston Breakers        | 24  | 6  | 2 | 16 | 037:530 | −16   | 20     |
| 9.  | Houston Dash           | 24  | 5  | 3 | 16 | 023:440 | −21   | 18     |

### Ergebnisse
Die Spiele sind in Ermangelung echter Spieltage für jede Mannschaft in chronologischer Reihenfolge angegeben, die Ergebnisse zeilenweise jeweils aus Sicht der entsprechenden Mannschaft.
| Mannschaft                   | Spiel | Spiel | Spiel | Spiel | Spiel | Spiel | Spiel | Spiel | Spiel | Spiel | Spiel | Spiel | Spiel | Spiel | Spiel | Spiel | Spiel | Spiel | Spiel | Spiel | Spiel | Spiel | Spiel | Spiel |
| Mannschaft                   | 1     | 2     | 3     | 4     | 5     | 6     | 7     | 8     | 9     | 10    | 11    | 12    | 13    | 14    | 15    | 16    | 17    | 18    | 19    | 20    | 21    | 22    | 23    | 24    |
| ---------------------------- | ----- | ----- | ----- | ----- | ----- | ----- | ----- | ----- | ----- | ----- | ----- | ----- | ----- | ----- | ----- | ----- | ----- | ----- | ----- | ----- | ----- | ----- | ----- | ----- |
| Boston Breakers (BOS)        | SEA   | HOU   | NJ    | NJ    | CHI   | CHI   | KC    | POR   | WAS   | KC    | WAS   | SEA   | NJ    | WNY   | WAS   | SEA   | HOU   | POR   | WNY   | WNY   | KC    | POR   | CHI   | HOU   |
| Boston Breakers (BOS)        | 0:3   | 2:3   | 3:2   | 0:1   | 1:3   | 1:4   | 0:2   | 4:1   | 2:3   | 0:2   | 2:0   | 0:2   | 1:1   | 1:2   | 3:3   | 2:3   | 1:2   | 3:6   | 4:2   | 3:4   | 1:21  | 2:0   | 0:2   | 1:0   |
| Chicago Red Stars (CHI)      | WNY   | WAS   | KC    | NJ    | HOU   | BOS   | BOS   | HOU   | NJ    | WAS   | SEA   | NJ    | WNY   | KC    | POR   | POR   | SEA   | POR   | SEA   | HOU   | WAS   | KC    | BOS   | WNY   |
| Chicago Red Stars (CHI)      | 1:0   | 0:1   | 0:1   | 1:1   | 1:0   | 3:1   | 4:1   | 3:1   | 2:0   | 0:1   | 1:3   | 2:2   | 0:2   | 0:1   | 2:2   | 1:1   | 1:0   | 1:1   | 1:1   | 0:0   | 1:2   | 2:1   | 2:0   | 3:3   |
| Houston Dash (HOU)           | POR   | BOS   | SEA   | KC    | CHI   | POR   | KC    | CHI   | WAS   | WNY   | WNY   | KC    | WAS   | NJ    | WNY   | BOS   | WAS   | CHI   | SEA   | POR   | SEA   | NJ    | BOS   | NJ    |
| Houston Dash (HOU)           | 0:1   | 3:2   | 0:2   | 0:4   | 0:1   | 0:1   | 2:2   | 1:3   | 2:3   | 2:1   | 3:0   | 2:1   | 1:2   | 0:1   | 1:4   | 2:1   | 1:1   | 0:0   | 1:4   | 0:1   | 1:4   | 1:3   | 0:1   | 0:1   |
| FC Kansas City (KC)          | NJ    | WAS   | POR   | CHI   | HOU   | WNY   | WAS   | SEA   | HOU   | SEA   | BOS   | WNY   | BOS   | HOU   | CHI   | POR   | NJ    | POR   | WNY   | NJ    | WAS   | SEA   | BOS   | CHI   |
| FC Kansas City (KC)          | 1:1   | 1:3   | 1:3   | 1:0   | 4:0   | 1:2   | 2:1   | 2:3   | 2:2   | 1:1   | 2:0   | 1:0   | 2:0   | 2:1   | 1:0   | 1:0   | 5:0   | 1:7   | 1:1   | 2:1   | 1:2   | 1:1   | 2:11  | 1:2   |
| Portland Thorns FC (POR)     | HOU   | NJ    | KC    | WNY   | SEA   | HOU   | WNY   | NJ    | BOS   | WNY   | WAS   | WAS   | NJ    | KC    | CHI   | CHI   | KC    | CHI   | BOS   | WAS   | SEA   | HOU   | BOS   | SEA   |
| Portland Thorns FC (POR)     | 1:0   | 1:1   | 3:1   | 1:1   | 0:1   | 1:0   | 2:1   | 0:1   | 1:4   | 0:5   | 2:0   | 6:1   | 1:2   | 0:1   | 2:2   | 1:1   | 7:1   | 1:1   | 6:3   | 1:1   | 0:5   | 1:0   | 0:2   | 1:0   |
| Seattle Reign FC (SEA)       | BOS   | WAS   | HOU   | NJ    | WAS   | POR   | KC    | KC    | WNY   | NJ    | CHI   | BOS   | WNY   | NJ    | WNY   | BOS   | CHI   | CHI   | POR   | HOU   | KC    | HOU   | WAS   | POR   |
| Seattle Reign FC (SEA)       | 3:0   | 3:1   | 2:0   | 2:0   | 2:1   | 1:0   | 3:2   | 1:1   | 2:2   | 3:1   | 3:1   | 2:0   | 2:1   | 0:0   | 2:1   | 3:2   | 0:1   | 1:1   | 5:0   | 4:1   | 1:1   | 4:1   | 1:1   | 0:1   |
| Sky Blue FC (NJ)             | KC    | POR   | BOS   | SEA   | BOS   | CHI   | WNY   | WAS   | POR   | CHI   | SEA   | CHI   | BOS   | POR   | SEA   | HOU   | KC    | WAS   | KC    | WNY   | HOU   | WNY   | WAS   | HOU   |
| Sky Blue FC (NJ)             | 1:1   | 1:1   | 2:3   | 0:2   | 1:0   | 1:1   | 0:2   | 3:3   | 1:0   | 0:2   | 1:3   | 0:3   | 2:2   | 1:1   | 2:1   | 0:0   | 0:5   | 4:2   | 1:2   | 1:0   | 3:1   | 3:2   | 1:0   | 1:0   |
| Washington Spirit (WAS)      | WNY   | KC    | SEA   | CHI   | SEA   | KC    | WNY   | NJ    | HOU   | BOS   | CHI   | BOS   | POR   | POR   | HOU   | BOS   | WNY   | HOU   | NJ    | POR   | KC    | CHI   | SEA   | NJ    |
| Washington Spirit (WAS)      | 1:3   | 3:1   | 1:3   | 1:0   | 1:2   | 1:2   | 3:2   | 3:3   | 3:2   | 3:2   | 1:0   | 0:2   | 0:2   | 1:6   | 1:0   | 3:3   | 1:0   | 1:1   | 2:4   | 1:1   | 2:1   | 2:1   | 1:1   | 0:1   |
| Western New York Flash (WNY) | WAS   | CHI   | POR   | KC    | NJ    | WAS   | POR   | SEA   | HOU   | KC    | POR   | HOU   | CHI   | SEA   | BOS   | SEA   | HOU   | WAS   | KC    | BOS   | NJ    | BOS   | NJ    | CHI   |
| Western New York Flash (WNY) | 3:1   | 0:1   | 1:1   | 2:1   | 2:0   | 2:3   | 1:2   | 2:2   | 1:2   | 0:1   | 5:0   | 1:2   | 2:0   | 1:2   | 2:1   | 1:2   | 4:1   | 0:1   | 1:1   | 2:4   | 0:1   | 4:3   | 2:3   | 3:3   |

1 Das Spiel wurde aufgrund eines Unwetters nach der 1. Halbzeit abgebrochen und mit dem Halbzeitspielstand gewertet.
| Legende   | Legende       |
| --------- | ------------- |
| Heimspiel | Auswärtsspiel |

### Torschützinnenliste
| Platz | Spielerin        | Verein                 | Anzahl |
| ----- | ---------------- | ---------------------- | ------ |
| 1     | Kim Little       | Seattle Reign FC       | 16     |
| 2     | Amy Rodriguez    | FC Kansas City         | 13     |
| 3     | Jessica McDonald | Portland Thorns FC     | 11     |
|       | Jodie Taylor     | Washington Spirit      | 11     |
| 5     | Nahomi Kawasumi  | Seattle Reign FC       | 9      |
|       | Sam Kerr         | Western New York Flash | 9      |
|       | Allie Long       | Portland Thorns FC     | 9      |
|       | Heather O’Reilly | Boston Brekers         | 9      |
| 9     | Lauren Holiday   | FC Kansas City         | 8      |
|       | Carli Lloyd      | Western New York Flash | 8      |
|       | Diana Matheson   | Washington Spirit      | 8      |

## NWSL Championship Play-offs
Die vier bestplatzierten Mannschaften der regulären Saison qualifizierten sich für die Play-offs.

### Halbfinale
Die Halbfinalspiele fanden am 23. und 24. August 2014 statt.
|                  | Ergebnis  |                    |
| ---------------- | --------- | ------------------ |
| FC Kansas City   | 2:0 (0:0) | Portland Thorns FC |
| Seattle Reign FC | 2:1 (0:0) | Washington Spirit  |

### Finale
Das Finale wurde am 31. August 2014 im Stadion Starfire Sports in Tukwila, Washington ausgetragen, da das Memorial Stadium, seit 2014 Heimstadion des Seattle Reign FC, an diesem Tag belegt war.
| Seattle Reign FC                       | Seattle Reign FC | FC Kansas City | FC Kansas City |
| -------------------------------------- | --- | --- | -------------- |
| Seattle Reign FC                       | \| Finale \| \| 31. August 2014 in Tukwila, Washington \| \| Ergebnis: 1:2 (0:1) \| \| Zuschauer: 4.252 \| \| Schiedsrichterin: Margaret Domka \| \| Spielbericht \|                                            | \| Finale \| \| 31. August 2014 in Tukwila, Washington \| \| Ergebnis: 1:2 (0:1) \| \| Zuschauer: 4.252 \| \| Schiedsrichterin: Margaret Domka \| \| Spielbericht \|                                                                         | FC Kansas City |
| Seattle Reign FC                       | Hope Solo – Lauren Barnes, Stephanie Cox, Kendall Fletcher, Elli Reed (84. Mariah Nogueira) – Jessica Fishlock, Kim Little, Keelin Winters – Nahomi Kawasumi, Sydney Leroux (67. Beverly Goebel), Megan Rapinoe | Nicole Barnhart – Kassey Kallman, Nikki Phillips, Leigh Ann Robinson, Becky Sauerbrunn – Jen Buczkowski, Lauren Holiday, Merritt Mathias (71. Amy LePeilbet), Jenna Richmond, Erika Tymrak (76. Liz Bogus) – Amy Rodriguez (64. Sarah Hagen) | FC Kansas City |
| Seattle Reign FC                       | 1:2 Megan Rapinoe (86.) | 0:1 Amy Rodriguez (22.) 0:2 Amy Rodriguez (56.) | FC Kansas City |
| Seattle Reign FC                       | Hope Solo (90.+3’) | Amy LePeilbet (79.) | FC Kansas City |
| Seattle Reign FC                       | Spieler des Spiels: Lauren Holiday | | FC Kansas City |
| Finale                                 | | |                |
| 31. August 2014 in Tukwila, Washington | | |                |
| Ergebnis: 1:2 (0:1)                    | | |                |
| Zuschauer: 4.252                       | | |                |
| Schiedsrichterin: Margaret Domka       | | |                |
| Spielbericht                           | | |                |

## Trainerwechsel
| Franchise | Franchise          | Trainer                                   | Grund                 | Datum        | Tabellenplatz    | Nachfolger |
| --------- | ------------------ | ----------------------------------------- | --------------------- | ------------ | ---------------- | ---------- |
|           | Boston Breakers    | Cat Whitehill (Spielertrainerin, interim) | Ende der Interimszeit | 03.09.2013 1 | Vor Saisonbeginn | Tom Durkin |
|           | Portland Thorns FC | Cindy Parlow                              | Rücktritt             | 05.12.2013   | Vor Saisonbeginn | Paul Riley |

## Ehrungen
|                             | Preisträgerin                          | Zweitplatzierte                         | Drittplatzierte                             |
| --------------------------- | -------------------------------------- | --------------------------------------- | ------------------------------------------- |
| Erfolgreichste Torschützin  | Kim Little, 16 Tore (Seattle Reign FC) | Amy Rodriguez, 13 Tore (FC Kansas City) | Jodie Taylor, 11 Tore 1 (Washington Spirit) |
| Rookie des Jahres           | Julie Johnston (Chicago Red Stars)     | Kealia Ohai (Houston Dash)              | Crystal Dunn (Washington Spirit)            |
| Torhüterin des Jahres       | Alyssa Naeher (Boston Breakers)        | Hope Solo (Seattle Reign FC)            | Ashlyn Harris (Washington Spirit)           |
| Verteidigerin des Jahres    | Becky Sauerbrunn (FC Kansas City)      | Alexandra Krieger 2 (Washington Spirit) | Julie Johnston 2 (Chicago Red Stars)        |
| Trainer des Jahres          | Laura Harvey (Seattle Reign FC)        | Mark Parsons (Washington Spirit)        | Vlatko Andonovski (FC Kansas City)          |
| Wertvollste Spielerin (MVP) | Kim Little (Seattle Reign FC)          | Verónica Boquete (Portland Thorns FC)   | Amy Rodriguez (FC Kansas City)              |